# Saint-Jacques-d'Aliermont
Pour les articles homonymes, voir Saint-Jacques.
Saint-Jacques-d'Aliermont est une commune française située dans le département de la Seine-Maritime en région Normandie.

## Géographie

### Hydrographie
La commune est située dans le bassin Seine-Normandie. Elle n'est drainée par aucun cours d'eau,.

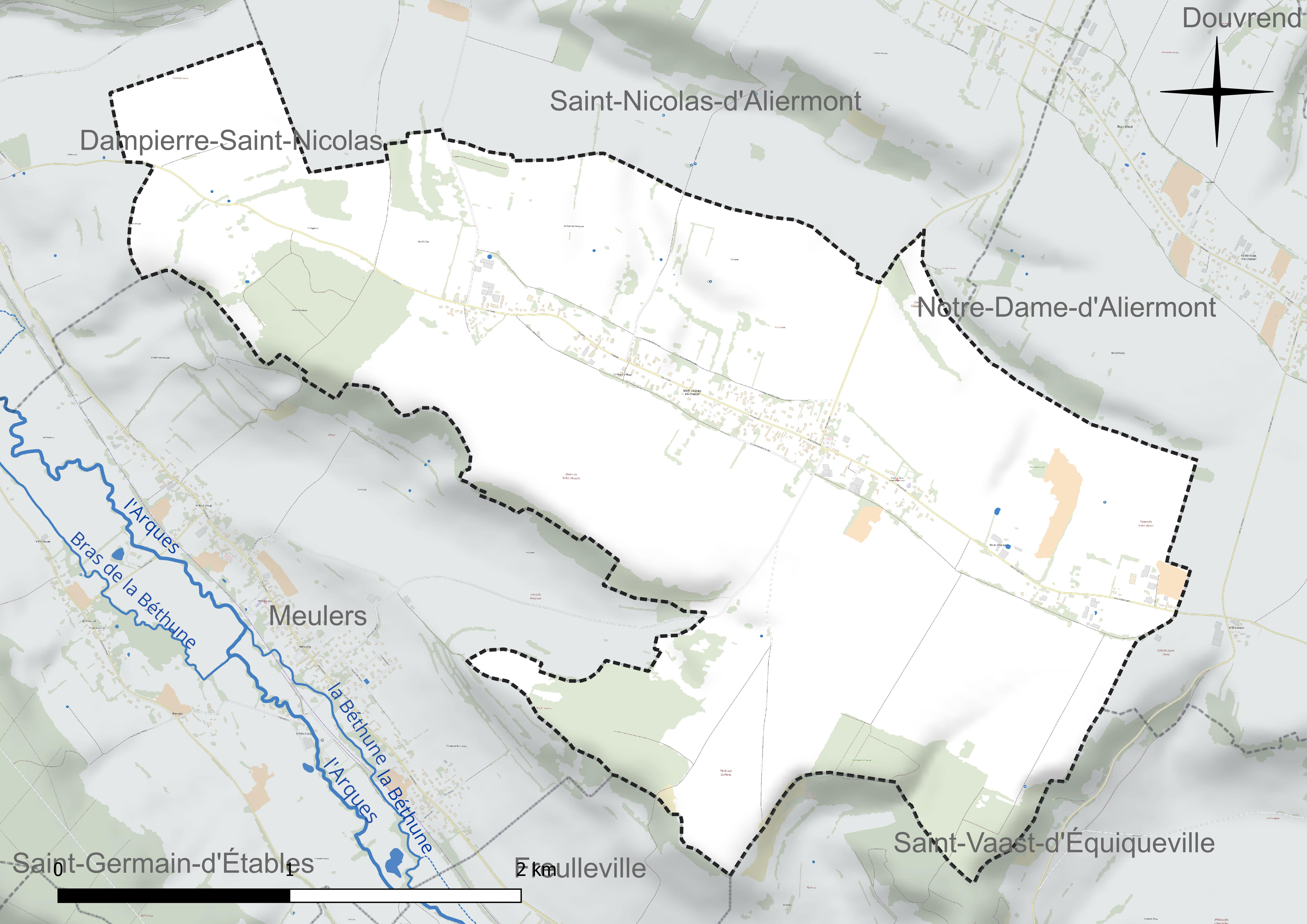
Réseau hydrographique de Saint-Jacques-d'Aliermont.

### Climat
Pour des articles plus généraux, voir Climat de la Normandie et Climat de la Seine-Maritime.
En 2010, le climat de la commune est de type climat océanique altéré, selon une étude du CNRS s'appuyant sur une série de données couvrant la période 1971-2000. En 2020, Météo-France publie une typologie des climats de la France métropolitaine dans laquelle la commune est exposée à un climat océanique et est dans la région climatique Côtes de la Manche orientale, caractérisée par un faible ensoleillement (1 550 h/an) ; forte humidité de l’air (plus de 20 h/jour avec humidité relative > 80 % en hiver), vents forts fréquents. Parallèlement le GIEC normand, un groupe régional d’experts sur le climat, différencie quant à lui, dans une étude de 2020, trois grands types de climats pour la région Normandie, nuancés à une échelle plus fine par les facteurs géographiques locaux. La commune est, selon ce zonage, exposée à un « climat maritime », correspondant au Pays de Caux, frais, humide et pluvieux, légèrement plus frais que dans le Cotentin.
Pour la période 1971-2000, la température annuelle moyenne est de 10 °C, avec une amplitude thermique annuelle de 13,2 °C. Le cumul annuel moyen de précipitations est de 926 mm, avec 13,3 jours de précipitations en janvier et 8,8 jours en juillet. Pour la période 1991-2020, la température moyenne annuelle observée sur la station météorologique la plus proche, située sur la commune de Dieppe à 15 km à vol d'oiseau, est de 11,3 °C et le cumul annuel moyen de précipitations est de 805,2 mm,. Pour l'avenir, les paramètres climatiques de la commune estimés pour 2050 selon différents scénarios d’émission de gaz à effet de serre sont consultables sur un site dédié publié par Météo-France en novembre 2022.

## Urbanisme

### Typologie
Au 1er janvier 2024, Saint-Jacques-d'Aliermont est catégorisée commune rurale à habitat dispersé, selon la nouvelle grille communale de densité à sept niveaux définie par l'Insee en 2022.
Elle est située hors unité urbaine. Par ailleurs la commune fait partie de l'aire d'attraction de Dieppe, dont elle est une commune de la couronne,. Cette aire, qui regroupe 62 communes, est catégorisée dans les aires de 50 000 à moins de 200 000 habitants,.

### Occupation des sols
L'occupation des sols de la commune, telle qu'elle ressort de la base de données européenne d’occupation biophysique des sols Corine Land Cover (CLC), est marquée par l'importance des territoires agricoles (82,3 % en 2018), en diminution par rapport à 1990 (83,4 %). La répartition détaillée en 2018 est la suivante : 
terres arables (69,8 %), prairies (12,6 %), forêts (12,2 %), zones urbanisées (5,4 %). L'évolution de l’occupation des sols de la commune et de ses infrastructures peut être observée sur les différentes représentations cartographiques du territoire : la carte de Cassini (XVIIIe siècle), la carte d'état-major (1820-1866) et les cartes ou photos aériennes de l'IGN pour la période actuelle (1950 à aujourd'hui).

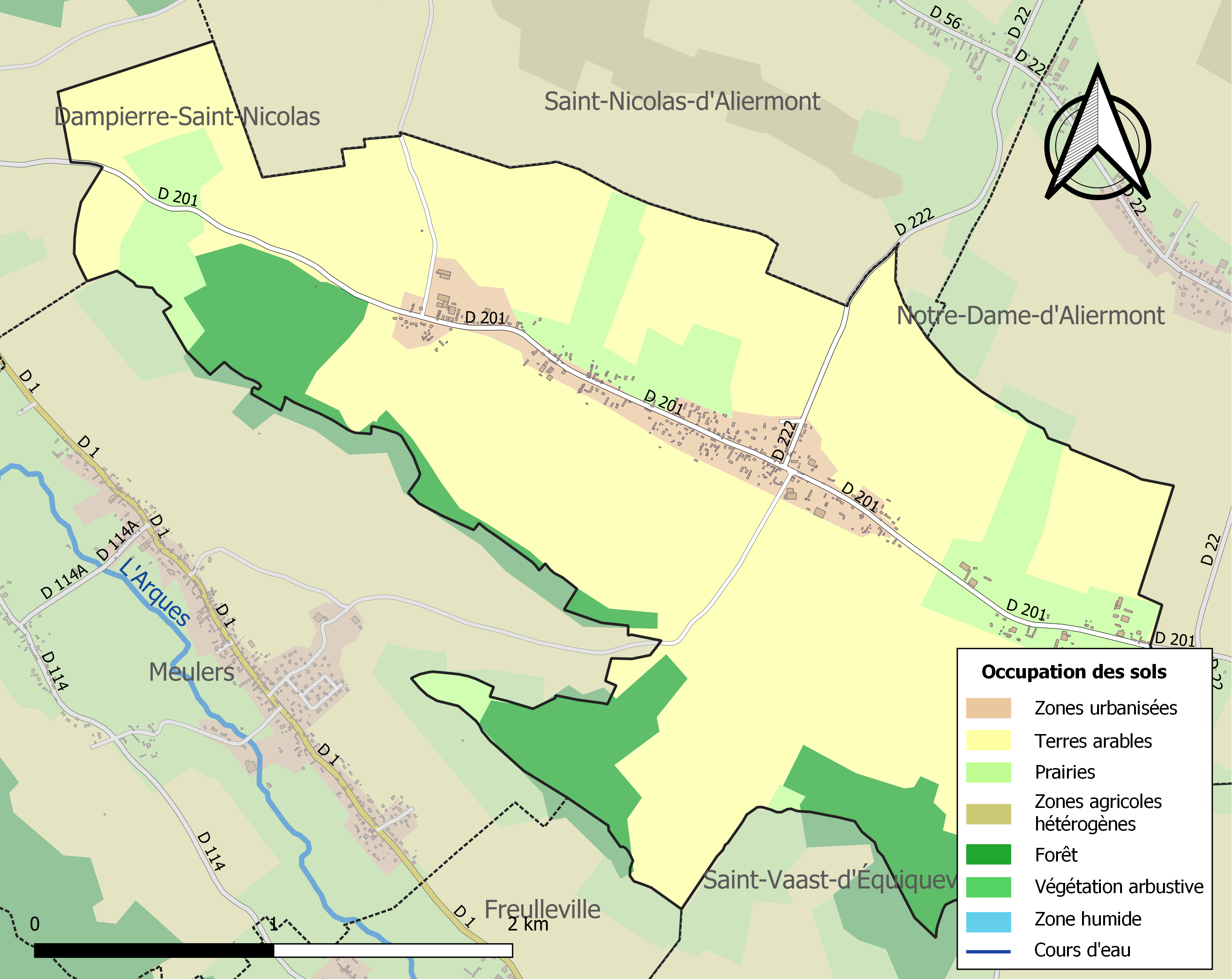
Carte des infrastructures et de l'occupation des sols de la commune en 2018 (CLC).

## Toponymie
Le nom de la localité est attesté sous les formes Ecclesie Sancti Jacobi de Alacrimonte entre 1306 et 1311, Sanctus Jacobus de Alacrimonte en 1337, Saint Jacques en 1425 et en 1426, Saint James en 1474 et 1475, Saint Jacques en 1518, Sainte Gemme d'Aliermont en 1542, Saint Jame d'Alihermont et Saint James en 1586 et 1587, Saint Jacques entre 1710 et 1778, Saint Jacques d'Aliermont en 1715, Saint Jacques en 1778, Saint Jacques d'Aliermont en 1738.
La paroisse et l'église sont dédiées à Jacques de Zébédée.
L'abbé Jean-Eugène Decorde propose plusieurs origines du nom Aliermont qu'on retrouve orthographié Haliermont ou Alhiermont dans des textes médiévaux. Il pourrait venir du gaulois Al-ker-mont, habitation de la montagne, ou du latin Alacris Mons, « mont d’Alacre ou d’Alègre ». L’étymologie Halieromonte, « mont d’Hélier » existe dès la fin du XIe siècle. Hélier est un moine envoyé à Jersey au VIe siècle qui aurait traversé la région à la recherche de saint Maclou.

## Histoire
En 1197, Richard Cœur de Lion, donne à Gaultier de Coutances, archevêque de Rouen, la vaste forêt d'Aliermont . Le 10 juillet 1257, Eudes Rigaud, archevêque de Rouen, dédie à saint Jacques, l'église de Tristeville (ancien nom de Saint-Jacques-d'Aliermont),.

## Politique et administration
| Période                                  | Période                    | Identité           | Étiquette | Qualité                                                                                        |
| ---------------------------------------- | -------------------------- | ------------------ | --------- | ---------------------------------------------------------------------------------------------- |
| Les données manquantes sont à compléter. |                            |                    |           |                                                                                                |
| mars 2001                                | En cours (au 10 août 2020) | Jean-Marie Follain |           | Enseignant Vice-président de la CC Falaises du Talou (2014 → ) Réélu pour le mandat 2020-2026, |

## Démographie
L'évolution du nombre d'habitants est connue à travers les recensements de la population effectués dans la commune depuis 1793. Pour les communes de moins de 10 000 habitants, une enquête de recensement portant sur toute la population est réalisée tous les cinq ans, les populations de référence des années intermédiaires étant quant à elles estimées par interpolation ou extrapolation. Pour la commune, le premier recensement exhaustif entrant dans le cadre du nouveau dispositif a été réalisé en 2007.

En 2022, la commune comptait 362 habitants, en évolution de +2,55 % par rapport à 2016 (Seine-Maritime : +0,35 %, France hors Mayotte : +2,11 %).
| 1793 | 1800 | 1806 | 1821 | 1831 | 1836 | 1841 | 1846 | 1851 |
| ---- | ---- | ---- | ---- | ---- | ---- | ---- | ---- | ---- |
| 300  | 315  | 329  | 335  | 319  | 331  | 325  | 324  | 309  |

| 1856 | 1861 | 1866 | 1872 | 1876 | 1881 | 1886 | 1891 | 1896 |
| ---- | ---- | ---- | ---- | ---- | ---- | ---- | ---- | ---- |
| 294  | 304  | 307  | 294  | 304  | 288  | 279  | 266  | 248  |

| 1901 | 1906 | 1911 | 1921 | 1926 | 1931 | 1936 | 1946 | 1954 |
| ---- | ---- | ---- | ---- | ---- | ---- | ---- | ---- | ---- |
| 245  | 248  | 244  | 214  | 227  | 240  | 230  | 220  | 214  |

| 1962 | 1968 | 1975 | 1982 | 1990 | 1999 | 2006 | 2007 | 2012 |
| ---- | ---- | ---- | ---- | ---- | ---- | ---- | ---- | ---- |
| 239  | 259  | 228  | 271  | 319  | 325  | 352  | 356  | 367  |

| 2017 | 2022 | - | - | - | - | - | - | - |
| ---- | ---- | - | - | - | - | - | - | - |
| 349  | 362  | - | - | - | - | - | - | - |

## Culture locale et patrimoine

### Lieux et monuments
Église Saint-Jacques.

## Pour approfondir